# スイス・ライフ
スイス・ライフ（独: Swiss Life Holding AG）は、スイス・チューリッヒに本拠を置き、生命保険やプライベート・バンキングなどの金融サービスを提供する株式会社。スイス証券取引所上場企業（SIX: SLHN）。

## 沿革
1857年、弁護士のConrad WidmerによりRentenanstaltの社号で設立された。1866年に最初の海外支店をドイツに開設、1898年にはフランスに支店を開設した。1988年、ローザンヌを拠点とする同業のLa Suisseを買収（2005年にブランド統合）、1997年にスイス証券取引所に上場した。
1999年、フランスの大手生命保険会社のLloyd Continentalを買収し、しばらく欧州同業の買収を続けたが、2002年に企業組織を再編し、持株会社のスイス・ライフ・ホールディング（Swiss Life Holding AG）を設立、スイス・ライフへのブランド統一を進めると共に、イタリアやスペイン事業を売却し事業整理を行った。
2016年10月、イギリスの資産管理会社のMayfair Capitalを買収し、中心の生命保険事業に加え、主にヨーロッパ諸国の富裕層を対象とする資産運用業務を強化している。